# Richard Martin West
Richard Martin West (* 2. Oktober 1941 in Kopenhagen) ist ein dänischer Astronom, der an der Europäischen Südsternwarte (ESO) tätig war.

## Familie
Richard Martin West ist ein Sohn von Harry Richard West und Alice Benedicta West, geb. Loethman. Er heiratete 1966 Tamara Chopikashvili und bekam zwei Kinder.

## Werdegang
Nach dem Abitur 1959 studierte West an der Universität Kopenhagen und erlangte dort 1964 einen Abschluss (Mag. scient. et cand. mag.) in Astronomie und Astrophysik. Danach war er als akademischer Tutor (Amanuensis) am Observatorium der Universität Kopenhagen tätig.
1970 begann West seine Arbeit bei der Europäischen Südsternwarte (ESO) als Assistenzastronom unter Generaldirektor Adriaan Blaauw. 1972 wurde er mit der Errichtung des ESO-Sky-Atlas-Laboratoriums in Genf beauftragt. Zusammen mit Hans-Emil Schuster leitete er das ESO-Programm der photographischen Durchmusterung des Südhimmels mit dem 1-m-ESO-Schmidt-Teleskop im La-Silla-Observatorium und später auch mit dem 1,2-m-UK-Schmidt-Teleskop im Siding-Spring-Observatorium. West war Herausgeber der Zeitschrift ESO Messenger (1976–1980; 1986–1993) und ab 1986 Leiter der neu gegründeten Informationsabteilung der Sternwarte, welche unter anderem für den Kontakt zu den Medien zuständig war. 2005 ging er bei ESO in den Ruhestand.
Daneben engagierte sich West unter anderem auch in der Internationalen Astronomischen Union (IAU), deren Generalsekretär er von 1982 bis 1985 war.

## Entdeckungen
West entdeckte zahlreiche Kometen, darunter den spektakulären Kometen C/1975 V1 (West) sowie die periodischen Kometen 76P/West-Kohoutek-Ikemura und 123P/West-Hartley.
Er entdeckte zwischen 1976 und 1986 insgesamt 40 Asteroiden, darunter die Trojaner (2146) Stentor, (2148) Epeios und (20995) 1985 VY. West ist Mitentdecker (zusammen mit Hans-Emil Schuster) der Phoenix-Zwerggalaxie.

## Ehrungen
Seit 1990 ist West Mitglied der Academia Europaea. Der Asteroid (2022) West ist nach ihm benannt.